# Matthias Reim
Matthias Reim (ur. 26 listopada 1957 w Korbach) – niemiecki piosenkarz.

## Życiorys
Urodził się w Korbach. Studiował germanistykę i anglistykę na Uniwersytecie w Getyndze. Jednak muzyka okazała się w jego życiu najważniejsza. Swoją inspirację czerpał z Bernharda Brinka, Roberta Blanco, Jürgena Drewsa i Tiny York. Na początku swojej kariery komponował głównie dla innych wykonawców.
W 1990 r. ukazał się jego debiutancki album Reim. Przełomem okazała się piosenka „Verdammt, ich lieb’ Dich”. Singiel ten został sprzedany w ilości 2,5 mln egzemplarzy i 16 tygodni był na szczycie niemieckich list przebojów, a longplay sprzedał się 1.670.000 razy. Mimo tak wielkiego sukcesu popadł w kłopoty finansowe, ponieważ został oszukany przez swojego menadżera.
Prawie każdego roku wyrusza w trasę koncertową po krajach niemieckojęzycznych.
Z Michałem Wiśniewskim przyjaźni się od końca lat 90. Na płytach zespołu Ich Troje można znaleźć wiele coverów piosenek Reima. Matthias Reim nagrał z Wiśniewskim jedną piosenkę, „Du liebst mich nicht”, zamieszczoną na albumie Déjà Vu (2004). Z kolei Wiśniewski na albumie Spooko, panie Wiśniewski (data wydania: 19 grudnia 2003) umieścił polską wersję tego utworu pt. „Daj mi siebie”. W 2005 Matthias Reim zaprosił Wiśniewskiego na swoją trasę koncertową.

## Życie prywatne
Reim ma siedmioro dzieci, pięcioro dzieci pochodzi z jego czterech małżeństw. Z nieformalnego związku ma córkę Claudię (ur. 1973), dowiedział się o jej istnieniu dopiero w 2015. W latach 1985–1992 był żonaty z Miriam, z którą miał syna Bastiana (ur. 1987, zm. 2022); ze względu na jego niepełnosprawność Matthias Reim zadedykował mu piosenkę „Bastian (Blaulicht in der Nacht)”. Przez osiem lat był żonaty z Margot „Mago” Scheuermeyer, z którą ma syna Juliana (ur. 3 listopada 1996). Od lipca 1999 do lutego 2000 był związany z piosenkarką Michelle, z którą ma córkę Marie–Louise Oberloher (ur. 8 maja 2000). W 2004 zawarł związek małżeński z Sarah Stanek, z którą ma syna Romeo (ur. 2004) i córkę Romy (ur. 2008). W 2013 doszło do separacji, a potem do rozwodu. W 2012 związał się z Christin Stark, którą poślubił 14 kwietnia 2020. Mają córkę (ur. 2022)

## Dyskografia

### Albumy studyjne
- 1990: Reim
- 1991: Reim 2
- 1993: Sabotage
- 1994: Zauberland
- 1995: Wonderland (Kanada)
- 1995: Alles Klar
- 1997: Reim 3
- 1998: Sensationell
- 2000: Wolkenreiter
- 2002: Morgenrot
- 2003: Reim
- 2004: Déjà Vu
- 2005: Unverwundbar
- 2007: Männer sind Krieger
- 2010: Sieben Leben
- 2011: Die große Weihnachtsparty
- 2013: Unendlich
- 2014: Die Leichtigkeit des Seins
- 2016: Phoenix
- 2018: Meteor
- 2019: MR20
- 2022: Matthias
- 2024: Zeppelin

### Albumy kompilacyjne
- 1996: Verdammt, ich lieb’ Dich
- 2000: 10 Jahre intensiv
- 2004: Dejá vu
- 2006: Die ultimative Hit-Collection
- 2010: Hitbox 1991–1999
- 2012: All the Best
- 2014: Das ultimative Best of Reim Album

### Albumy koncertowe (DVD)
- 2005: Unverwundbar Live in Chemnitz
- 2011: Sieben Leben Live
- 2013: Unendlich Live
- 2018: Reim 60 – Das Geburtstagskonzert Live in Berlin

## Nagrody
- 1990: nagroda dwutygodnika „Bravo”: Złota statuetka Bravo Otto w kategorii piosenkarz[16]
- 1990: Złoty Lew z Radia Luksemburg – za piosenkę „Verdammt, ich lieb dich”
- 1990, 1991, 1992, 2004: Goldene Stimmgabel
- 1991: Złota statuetka Bravo Otto w kategorii piosenkarz[17]
- 1991: RSH-Gold (Radio Schleswig-Holstein) – w kategorii artysta narodowy